# Аристоник Пергамский
Аристо́ник (Эвмен III; др.-греч. Ἀριστόνικος (Εὐμένης Γʹ); ум. 129 до н. э.) — царь Пергама, правивший в 133 до н. э. — 129 до н. э. Предводитель восстания «гелиополитов» (включавших освобождённых им рабов и бедняков) против римского господства.

## Происхождение
Аристоник был незаконным сыном царя Эвмена II («от наложницы, [родом] из Эфеса, дочери какого-то кифареда»).
В 133 до н. э. от солнечного удара умер единокровный брат Аристоника, царь Аттал III. После этого в Риме появился пергамец Эвдем, сообщивший сенату, что Аттал своим завещанием передал всё своё царство римскому народу. В самом Пергамском царстве сразу же распространились слухи, что подлинное завещание Аттала подменено римлянами. Современные историки полагают, что Аттал III завещал Риму лишь собственные царские владения, а городам даровал свободу.

## Восстание
Общим возмущением воспользовался Аристоник, который заявил о своих правах на престол. Опираясь на недовольные элементы, он захватил власть в прибрежном городке Левках (между Смирной и Фокеей). Он принял тронное имя Эвмен III и начал войну с городами, не признававшими его власти.

Когда Аристоник нанес ряд поражений городам, которые из страха перед римлянами не хотели перейти на его сторону, он, казалось, стал уже законным царем Азии
О дальнейшем развитии восстания Аристоника сообщает Страбон: потерпев поражение от эфесцев в морской битве близ Кимы, Аристоник стал действовать во внутренних областях страны, где в том числе благодаря объявленной им отмене рабства «быстро собрал толпы бедняков и рабов, привлечённых обещанием свободы». Этих людей Аристоник называл «гелиополитами», то есть гражданами Города Солнца. Вскоре Аристоник захватил Фиатиры, Аполлониду и ряд других крепостей. В союзе с ним выступали и горные жители Мизии, а по ту сторону пролива Геллеспонт — фракийцы, чьи единоплеменники часто встречались среди малоазийских рабов.
Таким образом, после поражения в морском сражении Аристоник резко изменил тактику своих действий. Некоторые историки полагают, что здесь не обошлось без влияния как раз в это время бежавшего из Рима к Аристонику философа-стоика и политика-демократа Гая Блоссия из Кум, известного друга и советчика убитого социального реформатора Тиберия Гракха.
В 131 г. до н. э. Аристоник одержал ряд побед над римлянами и над союзными им царями (Страбон упоминает Никомеда Вифинского и «каппадокийских царей» Важные сведения добавляет Евтропий — Аристоник также разгромил направленные римским Сенатом крупные силы консула Публия Лициния Красса, в союзе с которыми выступали монархи Понта (Митридат V Эвергет), Вифинии (Никомед II), Каппадокии (Ариарат V) и Пафлагонии (Пилемен II). Аристоник был осажден в Левках, но после удачной вылазки осаждённых сторонников Аристоника Красс отступил и погиб:

Посланный против него Публий Лициний Красс получил неограниченную помощь от царей. <…> Однако Красс был побежден и убит в сражении. Его голову доставили Аристонику, а тело погребли в Смирне
Однако уже в следующем 130 г. до н. э. положение изменилось. Тогда в Малую Азию явился преемник Красса консул 130 г. Марк Перперна. С его прибытием в ходе восстания наступил перелом. Разбитый в большом сражении Аристоник отступил в г. Стратоникею. Там его осадил Перперна и голодом принудил к сдаче. Аристоника вместе с сокровищами Атталидов отправили в Рим, где по приказу сената он был задушен в Мамертинской тюрьме.

…Перперна, римский консул, который прибыл на смену Крассу, поспешил в Азию, услышав о [превратностях] судьбы на этой войне, и победил Аристоника в сражении близ города Стратоникея, куда он бежал, и с помощью голода вынудил его сдаться. По постановлению сената Рима Аристоник был задушен в тюрьме. Но триумф над ним не состоялся, так как Перперна скончался у Пергама на обратном пути в Рим
Остатки восстания после гибели Аристоника были разгромлены консулом 129 г. до н. э. Манием Аквилием. Соратник Аристоника Блоссий не сумел пережить разгрома восстания и покончил с собой.

## Гелиополиты
Являлся ли целью Аристоника классовый переворот, доподлинно неизвестно. Недостаток информации многие исследователи пытались компенсировать богатством своего воображения: на тему «гелиополитов» написаны десятки статей и даже отдельные монографии.
Разработка темы велась в двух направлениях.
Первое было особенно популярно в конце XIX — начале XX вв., когда многие учёные пытались найти в истории Древнего мира прямые параллели современной им борьбе за социализм. Роберт фон Пельман в своей «Истории античного коммунизма и социализма» высказал мысль, что Аристоник пытался установить более совершенный общественный строй, описание которого встречалось в утопическом романе Ямбула о счастливых «островах Солнца». Французский ученый Жерар Вальтер, описывая в своей «Истории коммунизма» социальные движения того времени (восстание рабов на Сицилии, движение Тиберия Гракха, волнения рабов на Делосе и в Аттике, восстание Аристоника), утверждал, что это была «первая интернациональная революция трудящихся». Арнольд Тойнби объявил Блоссия «эллинским прототипом Маркса». Джон Фергюсон выдвинул гипотезу, что Блоссий по прибытии к Аристонику предложил ему для привлечения новых сторонников своеобразную идеологическую программу, основанную на утопической идее «государства Солнца». В советской историографии высказывались сходные идеи, но источником идеологии гелиополитов назывались традиционные солярные культы Малой Азии.
Представители второго направления в разработке темы «гелиополитов» полагали, что у Аристоника не было никакой утопической идеологии. Использование освобождённых рабов в качестве мобилизационного резерва не являлось в античном мире чем-то из ряда вон выходящим (так, например, римляне после битвы при Каннах сформировали из вчерашних рабов два легиона). Ещё Теодор Моммзен утверждал, что в слове «гелиополиты» нет ничего необычного: так могли называть вольноотпущенников, которым Аристоник в качестве платы за поддержку даровал гражданские и имущественные права в новом городе Гелиополисе. Данные археологии показывают, что действия Аристоника вполне соответствуют традиционной политике пергамских царей, которые основывали, перестраивали и переименовывали города, поселяя там своих наемников. Особенно важен пример с постройкой города Дионисополис («город Диониса»): найденная в том районе надпись упоминает даже «народ (то есть гражданскую общину) дионисополитов», что представляется явной параллелью к «гелиополитам» Аристоника.